# Detective Pikachu
Detective Pikachu (名探偵ピカチュウ, Meitantei Pikachū) (conhecido no Japão como Great Detective Pikachu) é um jogo de aventura desenvolvido pela Creatures Inc., publicado pela The Pokémon Company e distribuído pela Nintendo para a família de sistemas Nintendo 3DS. O jogo é um spin-off da franquia Pokémon, em que o jogador trabalha com um Pikachu falante para resolver vários mistérios. Uma versão mais curta e para download do jogo chamada Great Detective Pikachu: Birth of a New Duo (名探偵ピカチュウ〜 新コンビ誕生〜, Meitantei Pikachu~ Shin Konbi Tanjō~) foi lançada no Japão em fevereiro de 2016, enquanto a versão completa foi lançada mundialmente em março de 2018.
Em contraste com os jogos de RPG Pokémon anteriores, Detective Pikachu é um spin-off do jogo de aventura com foco na narrativa, com uma apresentação comparável à série de anime Pokémon. Uma adaptação para o cinema live-action foi lançada em maio de 2019. Nesse mesmo ano, uma sequência foi anunciada para o Nintendo Switch.

## Jogabilidade
Detective Pikachu é um jogo de aventura no qual os jogadores controlam Tim Goodman enquanto ele trabalha junto com o detetive Pikachu para resolver vários mistérios. Isso é feito caminhando pelas cenas, encontrando pistas em potencial e conversando com pessoas e Pokémon para descobrir novas informações.

## Desenvolvimento
O desenvolvimento do Detective Pikachu foi gerenciado pela Creatures Inc. e começou em meados de 2013. O jogo foi revelado pela primeira vez em outubro de 2013 durante um episódio do programa de televisão japonês The Professionals como parte de um perfil no CEO da The Pokémon Company, Tsunekazu Ishihara. NHK, ao programa da rede de televisão, vazou algumas informações sobre o jogo em seu site antes da exibição do programa. As primeiras imagens do jogo mostram um Pikachu em azul. Mais tarde naquele ano, a Nintendo registrou uma marca registrada para o nome Great Detective Pikachu. Os desenvolvedores lançaram um trailer de estreia no final de janeiro de 2016, uma semana antes do lançamento do jogo.
A decisão de incluir a dublagem foi tomada por Junichi Masuda, que atuou como diretor e compositor da série e queria ter um Pikachu falante. Em uma entrevista de 2018, Masuda e Creatures Inc. revelaram que a intenção original do anime era fazer o Pokémon falar, mas o produtor do programa OLM, Inc. não conseguiu chegar a um conceito que a Game Freak aceitasse. No jogo, Pikachu usa um caçador de cervos, inspirando-se nas representações populares de Sherlock Holmes.

## Lançamento
A versão inicial do jogo, chamada Great Detective Pikachu: Birth of a New Duo (名探偵ピカチュウ〜 新コンビ誕生〜, Meitantei Pikachu~ Shin Konbi Tanjō~), foi lançada na Nintendo 3DS eShop no Japão em 3 de fevereiro de 2016. Em 12 de janeiro de 2018, esta versão do jogo foi removida do eShop no Japão, e mais tarde naquele dia foi anunciado que uma versão expandida do jogo, simplesmente intitulada Detetive Pikachu, estava programada para um lançamento físico do Nintendo 3DS em todo o mundo em 23 de março de 2018. Esta versão do jogo apresentava nove capítulos da história, em oposição aos três do lançamento original.
Em 9 de março de 2018, uma versão de demonstração especial do jogo completo foi lançada gratuitamente na Nintendo 3DS eShop no Japão. A demo apresentava a primeira metade do primeiro capítulo do jogo e permitia que os jogadores transferissem seu progresso para o jogo completo. Esta demo foi lançada posteriormente no Ocidente em 5 de abril de 2018. Da mesma forma, os jogadores japoneses que completaram a versão original de download do jogo puderam começar a jogar a versão completa de onde pararam após o lançamento. O jogo foi lançado ao lado de uma figura gigante do Detective Pikachu da amiibo, que desbloqueia dicas e cenas opcionais no jogo.
Após o lançamento do jogo no Japão, fãs dedicados iniciaram uma petição solicitando o ator americano Danny DeVito como dublador inglês do personagem principal. A petição ganhou 40.000 assinaturas, mas DeVito se recusou a fazer o teste para o papel, dizendo que nunca tinha ouvido falar de Pokémon.
Para promover o lançamento da versão completa do jogo, The Pokémon Company lançou um eBook livre promocional chamado Detective Pikachu Episode 0 - Case do Eevee, disponível até 15 de maio de 2018, sobre as lojas iBooks da Apple e Kindle da Amazon. O conto atua como uma prequela do jogo, configurando sua história. O livro foi originalmente lançado na forma física como um bônus de pré-venda para o jogo no Japão. Paralelamente a isso, um conjunto de adesivos também foi lançado gratuitamente no iMessage e Line no mesmo dia.

## Adaptação para cinemas
Um filme de live-action baseado no personagem Detetive Pikachu da Warner Bros. Pictures foi lançado em 10 de maio de 2019 e arrecadou $433 milhões em todo o mundo. Foi dirigido por Rob Letterman e estrelado por Justice Smith, Kathryn Newton, Suki Waterhouse, Omar Chaparro, Chris Geere, Ken Watanabe e Bill Nighy, com Ryan Reynolds como a voz de Pikachu. O filme começou a pré-produção em 2017 e foi filmado em Londres em 2018.

## Sequência
Semanas após o lançamento da adaptação para o cinema, a The Pokémon Company anunciou em uma entrevista coletiva que uma sequência do Detective Pikachu está sendo desenvolvida para o Nintendo Switch. A sequência terá uma resolução completamente diferente da que a versão cinematográfica retratou.